# 天主教拉蒂纳-泰拉奇纳-塞泽-普里韦尔诺教区
天主教拉蒂納-泰拉奇納-塞澤-普里韋爾諾教區（拉丁語：Dioecesis Latinensis-Terracinensis-Setina-Privernensis），是義大利一個天主教教區。直屬聖座（羅馬教省）。
教區包括拉蒂納省西部，教座位於拉蒂納。2004年有教友299,380人，佔總人口98.0%。有八十七個堂區、司鐸151名。現任教區主教為馬利亞諾·克羅恰達。

## 歷史
目前的教區由三個教區合併而成。
泰拉奇納教區傳統上被認為是由聖伯多祿七十二弟子之一所開教，但第一位有文獻記載的主教出現於313年。
普里韋爾諾教區可以追溯至於769年，而塞澤教區傳統上的開教者是聖史路加，但教區要到796年才有文獻提及，第一位有文獻記載的主教更要到11世紀才出現。
三個教區的聯合在1217年1月17日獲教宗確認，直屬聖座。1725年—1726年間三個教區的聯合再次分別由四道詔書所確認。
1967年9月12日，韋萊特里城郊教區在拉蒂納省的轄區被轉移到泰拉奇納教區，教區亦易名為泰拉奇納-拉蒂納教區，教座遷移至拉蒂納。
1986年9月30日後三個教區合併成新的教區，並易名至今。